# Hi-Fi

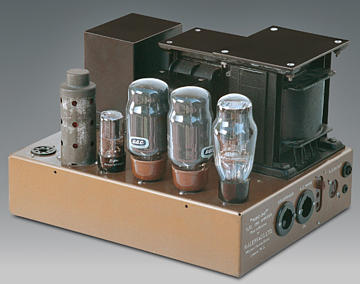
Високоякісний ламповий підсилювач звукових частот LEAK TL/12.

Hi-Fi (англ. High Fidelity — висока точність) — термін, що означає, що відтворюваний звук дуже близький до оригіналу.
Напис Hi-Fi на звуковідтворюючій апаратурі може як нічого не означати, так і означати, що апаратура відповідає одному з таких стандартів: DIN 45000, DIN 45500, IEC 60581, ГОСТ 24388-88.

## Історія
У 1973 році німецький Deutsches Institut für Normung (DIN) випустив стандарт DIN 45000, що визначає вимоги до звуковідтворюючої апаратури: мінімальні значення нерівномірності амплітудно-частотної характеристики (нАЧХ, вимірюється в дБ), коефіцієнт нелінійних спотворень (КНС, вимірюється в %), рівня шуму (ШУМ, вимірюється в дБ) і способів їх вимірів. Потім цей стандарт став міжнародним IEC 60581 (МЕК) і з мінімальними змінами був повторений в ГОСТ 24388-88. Визначаючи стандарт Hi-Fi згідно з DIN 45000, можна назвати наступні групи параметрів і їхні граничні значення для таких пристроїв, як тюнери, підсилювачі і акустичні системи.

## Параметри
Для тюнерів параметри пристроїв встановлені такими:
- Смуга частот, що пропускаються, Гц — 40-12500
- Коефіцієнт нелінійних спотворень — не більше 2% при 1 кГц, 40 кГц девіація
- Коефіцієнт інтермодуляційних спотворень — N/A
- Відмінність параметрів каналів — не більше 3 дБ в смузі 250-6300 Гц
- Перехідні завади — не більше 26 дБ при 250-6300 Гц, не більше 15 дБ при 6300-12500 Гц

Для підсилювачів параметри пристроїв встановлені такими:
- Смуга частот, що пропускаються, Гц — 40-16000 (при нАЧХ 1,5 дБ) по лінійному входу, 40-16000 (при нАЧХ 2 дБ) за наявності коректора
- Коефіцієнт нелінійних спотворень — не більше 1% в смузі 40-12500 Гц
- Коефіцієнт інтермодуляційних спотворень — не більше 3% в смузі 250-8000 Гц (при зниженні потужності на краях смуги на 50% (чи − 6 дБ))
- Відмінність параметрів каналів — не більше 3 дБ в смузі 250-6300 Гц
- Перехідні завади — N/A

Для акустичних систем параметри пристроїв встановлені такими:
- Смуга частот, що пропускаються, Гц — 100-4000 (при нерівномірності +/- 4 дБ), 50-12500 (+4/-8 дБ)
- Коефіцієнт нелінійних спотворень — не більше 3% в смузі 250—1000 Гц, не більше 1% на 2000 Гц
- Коефіцієнт інтермодуляційних спотворень — N/A
- Відмінність параметрів каналів — N/A
- Перехідні завади — N/A